# شهرستان بربرا
شهرستان بربرا (به لاتین: Berbera District) یک منطقهٔ مسکونی در سومالی‌لند است که در مارودی جیکس واقع شده‌است.